# Патент
Патент је скуп ексклузивних права, која проналазачу гарантује држава или неки други ауторитет, штитећи његов проналазак од употребе, искоришћавања и продаје од стране других физичких и правних лица. Патенти се додељују за нове машине, значајно побољшање већ постојећих, индустријске производе, процесе индустријске производње или значајно побољшање већ постојећих. Такође се додјељују за нове хемијске смјесе, храну, медицинске и фармацеутске производе, као и процесе за њихову производњу. У неким земљама, као САД, патенти се додјељују и за нове форме генетичким инжењерингом модификованих, биљки и животиња.‍:17
Поступак за доделу патената, захтеви који се постављају пред власником патента и опсег искључивих права увелико се разликују од земље до земље у складу са националним законима и међународним споразумима. Типично, међутим, пријава патента мора да садржи један или више захтева који дефинишу обим заштите који се тражи. Патент може укључивати многе захтеве, од којих сваки дефинише одређено право својине. Ове тврдње морају задовољити различите захтеве патентибилности, који у САД укључују новину, корисност и неочигледност.
Према  споразуму Светске трговинске организације (СТО), патенти би требали бити доступни у државама чланицама СТО за било који проналазак, у свим областима технологије, под условом да су нови, да садрже инвентивни корак и да су подобни за индустријску примену. Ипак, постоје варијације о томе шта је предмет патентирања од земље до земље, такође међу земљама чланицама СТО. TRIPS такође предвиђа да би расположиви рок заштите требао бити најмање двадесет година.

## Дефиниција
Реч патент потиче од латинске речи patere, што значи „отворити” (тј., Учинити доступним за јавну инспекцију). То је скраћена верзија термина патентно писмо, који је био отворени документ или инструмент који је издао монарх или влада којим су додељена ексклузивна права особи, претходивши савременом патентном систему. Слична одобрења су укључивала земљишне патенте, који су били одобрења раних државних влада у САД, и патент штампања, претечу модерних ауторских права.
У савременој употреби, термин патент се обично односи на право дато сваком ко измисли нешто ново, корисно и неочигледно. Патент се често назива обликом права интелектуалне својине, израз који се такође користи у контексту жигова и ауторска права, и који има заговорнике и противнике (види такође Интелектуална својина § члан „интелектуална својина”). Неке друге врсте права интелектуалне својине се у неким јурисдикцијама исто тако називају патенти: права на индустријски дизајн се у САД зову патенти на дизајн, права оплемењивача биљака понекад се називају биљни патенти, а помоћни модели и Gebrauchsmuster се понекад називају ситни патенти или иновациони патенти.

## Принудна лиценца
Разлог одобравања принудне лиценце је употреба патента у привредне сврхе од стране заинтересованих лица, којима је носилац права ускратио сагласност за коришћење патента.
Ове лиценце се називају законским лиценцама, за разлику од лиценци које настају на добровољној бази, закључивањем уговора о лиценци између носиоца права и трећег лица. Прописи већине земаља предвиђају ограничења у облику принудне лиценце само за патенте. Остала права индустријске својине не могу да буду предмет искоришћавања на основу закона.
Принудна лиценца се може одобрити у у два случаја:
- Ако носилац права не искоришћава патент а не жели да уступи своје право
- Ако постоје два зависна патента
  - Сматра се да се патент не користи ако носилац патента одбија да другим лицима уступи право коришћења заштићеног проналаска или им поставља неоправдано тешке услове, односно ако одбија да закључи уговоре о лиценци на добровољној бази.

Принудна лиценца није мера која се изриче против носиоца патента по службеној дужности, већ само на захтев предузећа. При томе, фирма која је поднела захтев за одобравање принудне лиценце, мора да доказе да поседује технолошке могућности и производне капацитете потребне за искоришћавање патента за који се тражи принудна лиценца. Када Завод за интелектуалну својину одобри лиценцу фирми, она добија право да привредно искоришћава заштићени проналазак. За привредно коришћење, фирма је дужна да плаћа накнаду носиоцу патента.
- - Принудна лиценца се може доделити и носиоцу патента за патент који се не може користити, без коришћења проналаска заштићеног ранијим патентом на име другог лица. Пошто је реч о зависним патентима, носилац касније одобреног патента, може да добије принудну лиценцу за раније заштићен патент, као и носилац раније заштићеног патента, може да добије принудну лиценцу за касније заштићен патент.

Иако је принудна лиценца предвиђена у скоро свим националним законима о правној заштити проналазака, она се ретко користи. Основни разлог је у све компликованијој технологији коју обухвата заштићени проналазак и немогућности да се тај проналазак користи, без техничке помоћи носиоца патента.

### Принудна лиценца у јавном интересу
Ако је коришћење заштићеног проналаска од општедруштвеног интереса за здравство, народну одбрану, заштиту и унапређење човекове средине, или је од посебног значаја за одређену привредну грану, може се издати принудна лиценца у јавном интересу. Она се може одобрити и пре рока предвиђеног за издавање принудне лиценце. О захтеву за издавање принудне лиценце у јавном интересу, одлучује Савет министара. Други случај издавања принудне лиценце у јавном интересу је када носилац патента злоупотребљава свој монополистички положај и остварује неоправдано високу зараду захваљујући ценама које он, као искључиви произвођач диктира.